# Jennifer Garner
Jennifer Anne Garner (Houston, 17 aprile 1972) è un'attrice, produttrice cinematografica e produttrice televisiva statunitense.
È diventata celebre a livello internazionale interpretando l'agente della CIA Sydney Bristow nella serie televisiva Alias (dal 2001 al 2006), ruolo che l'ha portata a ricevere quattro nomination consecutive ai Golden Globe (dal 2002 al 2005) come miglior attrice in una serie drammatica, ottenendo una vittoria nel 2002. Sempre per la sua performance in Alias la Garner ha vinto anche uno Screen Actors Guild Award nel 2005.
È altresì nota per aver interpretato il personaggio Marvel di Elektra nei film Daredevil (2003), Elektra (2005) e Deadpool & Wolverine (2024). Ha ricoperto ruoli minori in varie pellicole come Pearl Harbor (2001) e Prova a prendermi (2002), ma anche ruoli da protagonista o coprotagonista in film come 30 anni in 1 secondo (2004), The Kingdom (2007), La rivolta delle ex (2009) e Dallas Buyers Club (2013).
Madre di tre figli, nati dal matrimonio con l'attore e regista Ben Affleck, nel 2005 è stata inserita al settantesimo posto nella classifica delle cento celebrità più potenti del mondo (Power 100) stilata da Forbes.

## Biografia
È nata a Houston, Texas, figlia di Patricia Ann English, docente di inglese proveniente dall'Oklahoma, e William John Garner, un ingegnere chimico dell'Union Carbide in Texas. È la seconda di tre sorelle. Le sorelle sono Melissa Garner Wylie (nata nel 1969, attualmente vive a Boston in Massachusetts) e Susannah Kay Garner Carpenter (nata il 24 gennaio 1975 in Texas, vive a Charleston, Virginia Occidentale). 
La sua famiglia è metodista.
A tre anni cominciò a prendere lezioni di danza che proseguirono per diversi anni. Anche se ha ammesso di amare la danza, non ha mai avuto l'ambizione di diventare una ballerina classica.
Quando aveva quattro anni, per motivi di lavoro del padre i Garner si trasferirono a Princeton, New Jersey, e poi a Charleston dove ha vissuto fino agli anni dell'università.

### Formazione
Nel 1990, Jennifer Garner consegue il diploma presso la George Washington High School di Charleston, in cui suona il sassofono nella banda scolastica. In seguito si iscrive alla Denison University, in Ohio, per conseguire la laurea in chimica. Scopre di preferire il palcoscenico alle scienze e comincia a studiare recitazione. Durante il suo soggiorno alla Denison University, entra a far parte di una confraternita femminile chiamata Pi Beta Phi. Si laurea nel 1994 in recitazione e teatro, prosegue la sua educazione teatrale al National Theater Institute di Waterford, dove viene istruita dal coreografo David Chandler, il primo a notare il suo talento naturale per le scene di lotta.
Ansiosa di fare nuove esperienze, nel 1995 si reca a New York dal suo amico Clayton Kirlew con la speranza di ottenere un ingaggio teatrale o cinematografico.

### Esordi
Nel 1994 viene ingaggiata dalla Georgia Shakespeare Company di Atlanta in due produzioni teatrali quali Il mercante di Venezia e Sogno di una notte di mezza estate. Sempre nel 1995 a New York prende parte alla commedia Un mese in campagna come apprendista, ottenendo un ingaggio di $150 a settimana con la Roundabout Theatre Company. Viene in seguito ingaggiata per il suo primo ruolo televisivo, una piccola parte nel film TV Zoya, basato sul romanzo di Danielle Steel. Nel 1996 recita in un episodio di Spin City nei panni della fidanzatina di James Hobert, interpretato da Alexander Gaberman. 
Nel 1997 prende parte a diversi progetti, cinematografici e no: il cortometraggio Prima vittoria, il film TV The Player (al fianco di un giovane Patrick Dempsey), il film Washington Square - L'ereditiera con Maggie Smith e la commedia Disney Mr. Magoo. Nello stesso anno, ottiene il suo primo ruolo da protagonista nel film TV La piccola Rose interpretando Mary Rose Clayborne.
Il salto nella carriera sembra avvenire quando viene inclusa nel cast dei protagonisti del telefilm Significant Others (1998), realizzato per il network televisivo Fox, che però viene cancellato dopo una sola stagione e sei episodi a causa degli ascolti troppo bassi. 
Tra il 1998 e il 1999, oltre ad altre piccoli apparizioni nei telefilm Jarod il camaleonte e Fantasilandia, Jennifer Garner assume nuovamente un ingaggio da protagonista sia nel film TV Aftershock - Terremoto a New York sia nella pellicola cinematografica 1999.
Nel 1999 interpreta Romy Sullivan nello spin-off di Cinque in famiglia intitolato Cenerentola a New York, al fianco di Jennifer Love Hewitt, ma anche questo progetto viene presto cancellato (dopo dodici episodi) a causa, di nuovo, dei bassi ascolti. 
Rilevante tra il 1998 e il 2000 è la sua partecipazione come guest star ricorrente nella serie TV Felicity, diretta da J. J. Abrams, dove interpreta un interesse romantico di Scott Foley (con il quale si sposa nel 2000). Nello stesso anno, ottiene un ruolo nella commedia Fatti, strafatti e strafighe, interpretando la fidanzata di Ashton Kutcher. 
Nel 2001, appare brevemente nei panni di un'infermiera nel film Pearl Harbor, recitando al fianco di Kate Beckinsale e del futuro secondo marito Ben Affleck.

### Alias
Successivamente, nel 2001, J. J. Abrams (il produttore di Felicity) propone a Jennifer Garner di recitare in un nuovo telefilm da lui ideato per la ABC. Dopo un'audizione, viene ingaggiata ufficialmente per il ruolo di Sydney Bristow nello spy-drama Alias. La serie diventa presto un successo sia di critica sia di ascolti, e grazie a essa vince anche il premio di "Miglior Attrice in una serie drammatica" ai Golden Globe del 2002, durante la seconda stagione del telefilm. Alias si conclude nel mese di maggio 2006 dopo una quinta, abbreviata stagione (dovuta alla gravidanza di Jennifer Garner, un avvenimento che fu anche inserito nella storyline della quinta stagione). La serie televisiva rende celebre l'attrice, che mentre per la prima stagione viene pagata $990.000 ($45.000 a episodio), per la quinta stagione riceve $2.550.000 ($150.000 a episodio). Durante le riprese del telefilm riceve quattro candidature consecutive ai Golden Globe per il suo ruolo da protagonista, e anche altrettante candidature agli Emmy come miglior attrice protagonista in una serie drammatica. Vince l'Actor Award agli Screen Actors Guild nel 2005. Nel mese di marzo dello stesso anno, dirige un episodio della quarta stagione di Alias, intitolato "Sogni...", trasmesso a maggio negli Stati Uniti. Diventa inoltre produttrice esecutiva della serie per tutta la stagione conclusiva.
Grazie alla sua partecipazione in Alias entra a far parte della cultura pop, piazzandosi alla prima posizione della classifica dei "coolest heroes" stilata da Entertainment Weekly nel 2009. Molti programmi televisivi, tra cui Reba e I Simpson hanno rievocato la sua immagine.

### I primi ruoli da protagonista
In contemporanea al successo che ottiene con il suo ruolo in Alias, Jennifer Garner comincia a concentrarsi anche sulla sua carriera cinematografica. Nel 2003 ottiene il ruolo di Elektra Natchios nel film d'azione Daredevil, una trasposizione cinematografica del celebre fumetto della Marvel diretta da Mark Steven Johnson, recitando con Ben Affleck. Il film è un successo e raccoglie $179 milioni totali di cui $102 milioni solo negli Stati Uniti d'America. Nello stesso anno viene contattata da Steven Spielberg che le offre una parte nel film Prova a prendermi, ma a causa dei suoi impegni con Alias e Daredevil riesce a fare solo un piccolo cameo in una scena con Leonardo DiCaprio.
Nel 2004 recita in 30 anni in 1 secondo, una commedia romantica diretta da Gary Winick che ottiene un ottimo successo commerciale con oltre $96 milioni complessivi. Nel 2005 ritorna a interpretare Elektra nell'omonimo film di Rob S. Bowman, che però non ottiene lo stesso successo della precedente produzione Marvel chiudendo con un incasso di $24 milioni negli Stati Uniti. Mentre la pellicola riceve diverse recensioni negative, Jennifer Garner colleziona complimenti dalla critica. Lo stesso accade per la commedia romantica del 2006 Tutte le cose che non sai di lui, diretta da Susannah Grant (premiata sceneggiatrice di Erin Brockovich - Forte come la verità), il primo film dopo la prima gravidanza: il film ottiene un riscontro di critica e pubblico molto negativo ($15 milioni negli Stati Uniti, $16 milioni complessivi a causa anche della distribuzione esclusivamente in home video del film in Europa), mentre l'interpretazione della Garner viene celebrata: «Nel tentativo di risultare piacevole e commovente, il film sembra essere improvvisato e privo di passione. Peccato, perché la presenza di Jennifer Garner è davvero molto piacevole».
Nel 2004, quando ancora recitava in Alias, Jennifer Garner ha girato uno spot televisivo volto a incentivare i giovani americani ad arruolarsi nella CIA. È stata rinomata per il fatto che nelle scene d'azione non si serviva di controfigure, e nel mese di gennaio 2005 fu costretta a rinunciare ad alcune tappe della promozione di Elektra a causa di quella che inizialmente si credeva essere un'infezione virale ma che in seguito si rivelò essere l'effetto di un urto a un nervo della schiena, evento avvenuto durante le riprese della quarta stagione di Alias. Nel 2023 riprende nuovamente il ruolo di Elektra dopo diciannove anni nel film del Marvel Cinematic Universe Deadpool & Wolverine (diretto da Shawn Levy), in uscita nelle sale il 26 luglio 2024.

#### Il successo
Nel 2007 Jennifer Garner viene contattata per recitare nel film di Zach Braff (protagonista di Scrubs - Medici ai primi ferri) intitolato Open Hearts, ma rifiuta la proposta sia per dedicare più tempo alla famiglia, sia perché già impegnata sul set di altri due film.
Il primo è il film d'azione The Kingdom, diretto da Peter Berg: in questa occasione, la Garner si inserisce per la prima volta in un gruppo di protagonisti tra cui Jamie Foxx e Jason Bateman, e il film ottiene un ottimo successo al botteghino ($86 milioni complessivi), grazie soprattutto al lungo tour di promozione che ha accompagnato la pellicola e ai numerosi consensi da parte della critica.
Il secondo film in questione è invece la commedia drammatica diretta da Jason Reitman e scritta da Diablo Cody, Juno. Dopo la proiezione del film in anteprima al Toronto Film Festival, la rivista Entertainment Weekly definisce l'interpretazione di Jennifer Garner «la miglior performance come attrice non protagonista del festival ( [...] ) Sebbene la stella di Alias e di The Kingdom non prenda a calci nessuno in questa dolce commedia, nelle vesti di una giovane moglie che cerca disperatamente di adottare un bambino è divertente, a tratti un po' dura, e incredibilmente toccante». La commedia ottiene uno straordinario successo di pubblico e critica, incassando un totale di $231 milioni e guadagnando due nomination agli Oscar - una per miglior film e una per la migliore sceneggiatura non originale, vinta proprio da Diablo Cody.
Nel 2008 recita ne La rivolta delle ex, commedia romantica diretta da Mark Waters, al fianco di Matthew McConaughey che raccoglie un discreto successo ($55 milioni negli Stati Uniti e $102 milioni in tutto il mondo), e ne Il primo dei bugiardi, commedia con (e diretta da) Ricky Gervais, che nel primo weekend raccoglie il modestissimo incasso di $7 milioni e chiude con $32,4 milioni nonostante il lungo tour promozionale.
Il 21 luglio 2009 la Garner incomincia le riprese del film Appuntamento con l'amore, distribuito nelle sale statunitensi dal 14 febbraio 2010, diretto da Garry Marshall e in cui l'attrice recita all'interno di un cast numeroso che include Julia Roberts, Anne Hathaway, Jessica Alba, Bradley Cooper (sua vecchia conoscenza dai tempi di Alias), ma anche Ashton Kutcher, Patrick Dempsey ed Eric Dane. Il film sbanca i botteghini di tutto il mondo con l'ottimo risultato di $216 milioni.
Nel 2010 recita nel remake di Arturo, commedia diretta da Jason Winer, al fianco degli attori inglesi Russell Brand e Helen Mirren: il film non viene accolto troppo bene, raggiungendo un incasso di appena $33 milioni e facendo guadagnare a Russell Brand una nomination come peggior attore protagonista ai Razzie Awards del 2011.
Il 2010 vede anche l'inizio delle riprese del film satiro-politico Butter, il primo prodotto dalla casa cinematografica della Garner (Vandalia Films) e diretto da Jim Field Smith, che viene però distribuito nei cinema statunitensi solo a ottobre del 2012, ben due anni dopo la fine delle riprese. Inoltre, prima di essere distribuito nei cinema, Butter viene reso disponibile in versione on demand su internet il 7 settembre 2012, un dettaglio che contribuisce a rendere la pellicola non esattamente un grande successo cinematografico: al contrario, nonostante il cast composto anche da attori come Hugh Jackman, Olivia Wilde e Ty Burrell, il film rappresenta il più grande flop mai registrato in tutta la carriera di Jennifer Garner. Butter viene proiettato per appena una settimana da soli 90 cinema statunitensi, e chiude con la modestissima cifra di $175.706 (di cui $70.688 raccolti al di fuori degli Stati Uniti d'America). Tuttavia, il film riceve giudizi molto positivi dalla critica e viene acclamato sia durante il Toronto Film Festival sia nel corso del Roma Film Festival.
Nel 2011, Jennifer Garner prende parte per la seconda volta in un film prodotto dalla Disney (dopo il suo ruolo in Mr. Magoo del 1997), questa volta nelle vesti di uno degli interpreti principali, ne L'incredibile vita di Timothy Green, film che riceve buoni giudizi critici e che registra anche un discreto successo commerciale, raccogliendo circa $51 milioni negli Stati Uniti. Nello stesso anno partecipa anche alla serie targata Disney intitolata A poem is: il progetto ha lo scopo di tramandare alcune poesie, ballate e canzoni folkloristiche statunitensi per bambini facendole interpretare da personaggi famosi, tra cui anche Whoopi Goldberg e Alfred Molina. Con quest'ultimo Jennifer Garner torna a collaborare, seppur brevemente, nel 2012 quando interpreta Serena, la protagonista dell'omonimo cortometraggio realizzato dal canale di YouTube WIGS.
Nel 2012 lavora con Matthew McConaughey (con il quale aveva già recitato ne La rivolta delle ex quattro anni prima) e Jared Leto sul set di Dallas Buyers Club, un film drammatico diretto da Jean-Marc Vallée che racconta la vera storia di Ron Woodroof il quale, dopo aver contratto l'AIDS nel 1986, escogitò un modo per aiutare le persone nella sua stessa situazione ad accedere ai farmaci di cui avevano bisogno. Oltre a ricevere una candidatura ai Critics' Choice Movie Awards al miglior film e una allo Screen Actors Guild Award per il miglior cast cinematografico (McConaughey-Leto-Garner), Dallas Buyers Club riceve anche sei candidature agli Oscar, tra cui quelle per miglior film, miglior attore protagonista per Matthew McConaughey e miglior attore non protagonista per Jared Leto; entrambi gli attori si aggiudicano il premio. Distribuito in pochi selezionati cinema statunitensi il 1º novembre 2013 e successivamente esteso a 1.110 sale, Dallas Buyers Club riscuote un grandissimo successo di critica ma poco entusiasmo tra il pubblico, chiudendo con $27,2 milioni a livello domestico e $55,2 a livello mondiale dopo 26 settimane di programmazione.
Nel 2012 si aggiudica il premio di Femal Star of the Year durante l'annuale manifestazione del CinemaCon organizzata dalla National Association of Theatre Owners. Il presidente del CinemaCon, Mitch Neuhauser, motiva così la decisione: «Jennifer Garner rappresenta non solo la tipica ragazza del sogno americano, ma anche una supereroina che sa come prendere a calci la gente. La sua notevole versatilità e abilità di intrattenere il pubblico di ogni età è sbalorditiva».
Nel 2013 esce anche Draft Day, sports-drama diretto da Ivan Reitman nel quale Jennifer Garner recita al fianco di Kevin Costner; la pellicola riceve un buon riscontro della critica nonostante gli appena $29,4 milioni registrati al box office mondiale il DVD del film risulta il più venduto negli Stati Uniti d'America durante la prima settimana di uscita con oltre 190 000 copie in 7 giorni.
Nel 2014 Jennifer Garner recita in un altro film Disney intitolato Una fantastica e incredibile giornata da dimenticare con Steve Carell, Dylan Minnette e Bella Thorne, adattamento cinematografico dell'omonimo libro per bambini di Judith Viorst diretto dal regista Miguel Arteta. La commedia, diretta da Miguel Arteta, esordisce alla terza posizione dei film più visti con $20 milioni durante il primo weekend, e raccoglie oltre $100 milioni in tutto il mondo. Per Jennifer Garner si tratta del più grande successo (in termini commerciali) dai tempi di Appuntamento con l'amore, uscito oltre quattro anni prima, e ottiene la candidatura al premio di attrice preferita ai Kids' Choice Awards 2016.
Nello stesso anno (e nello stesso mese) esce anche Men, Women & Children, un dramma diretto da Jason Reitman con il quale Jennifer Garner aveva già lavorato in Juno nel 2008. Il cast include Adam Sandler, Ansel Elgort, Judy Greer (che aveva recitato con la Garner in 30 anni in 1 secondo) ed Emma Thompson nella veste di narratrice. Nonostante tocchi un tema di grande attualità e interesse quale la sessualità ai tempi di internet, il film registra critiche perlopiù negative, ottenendo appena il 29% su RottenTomatoes e chiudendo con un incasso di $705.000 in quattro settimane.
Nell'aprile 2015 esce in tutti i cinema statunitensi Danny Collins - La canzone della vita, di Dan Fogelman, in cui Jennifer Garner recita insieme con Al Pacino, Annette Bening e Bobby Cannavale; la commedia drammatica è un buon successo di critica ma non di pubblico: con un budget di $10 milioni, il film ne raccoglie appena la metà nonostante le 11 settimane di programmazione. Per la sua interpretazione nel film, Jennifer Garner viene inserita nella lista di potenziali attrici da candidare all'88ª edizione dei Premi Oscar, non ottenendo tuttavia la nomination.
Nel 2016 recita nella commedia per famiglie Una vita da gatto insieme a Kevin Spacey e Christopher Walken, diretta da Barry Sonnenfeld (regista dei film di Men in Black), e nel film drammatico Miracoli dal Cielo - tratto dall'omonimo libro di Christy Beam e diretto da Patricia Riggen. Con un budget di $13 milioni, il film drammatico raggiunge il risultato di $18 milioni in soli cinque giorni di programmazione esordendo alla terza posizione dei film più visti durante il weekend, e chiude con oltre $70 milioni complessivi di cui $60 milioni solo negli Stati Uniti. Miracoli dal Cielo, la storia vera di una bambina affetta da una misteriosa malattia ma che guarisce grazie a un miracolo, ottiene anche ottimi consensi dalla critica, registrando un A+ su CinemaScore. Una vita da gatto raccoglie invece tiepidi consensi negli Stati Uniti con un totale di $19 milioni, ma riesce a sfiorare la soglia dei $60 milioni globali grazie al successo riscosso all'estero, in particolare nel Regno Unito, dove con quasi $3 milioni si piazza nella top 100 dei film più visti del paese.
Dopo essere stato presentato nel corso del Festival del Cinema di Cannes 2016, dove la IFC Films ne acquisisce i diritti di distribuzione, nel mese di dicembre 2017 esce negli Stati Uniti il film drammatico The Tribes of Palos Verde, diretto da D.J. Caruso. Il film, tratto dall'omonimo romanzo di Joy Nicholson, narra le vicende della famiglia Mason, appena trasferitasi a Palos Verdes, un sobborgo di Los Angeles. Il film viene distribuito in soli 9 cinema per un totale di 14 giorni, e viene reso disponibile in contemporanea cinematografica su iTunes in versione on-demand. La performance di Jennifer Garner e degli altri attori protagonisti (Maika Monroe e Cody Fern) viene elogiata dalla critica, e il film ottiene un buon 62% su RottenTomatoes.
Sempre del 2017 è un altro film drammatico che vede Jennifer Garner protagonista insieme con Bryan Cranston (Walter White in Breaking Bad), intitolato Wakefield - Nascosto nell'Ombra e diretto da Robin Swicord (sceneggiatrice de Il Curioso Caso di Benjamin Button e Memorie di una Geisha). La pellicola, trasposizione cinematografica dell'omonimo racconto breve di E.L. Doctorow, viene presentata sia al Telluride Film Festival sia al Toronto Film Festival nel 2016 prima di essere distribuito nelle sale statunitensi il 19 maggio 2017 e, dopo una sola settimana, in versione on-demand su tutte le principali piattaforme digitali.
Il 2018 rappresenta un anno importante per la carriera di Jennifer Garner, che prende parte a tre grandi progetti: il primo è Tuo, Simon, adattamento cinematografico diretto da Greg Berlanti (produttore di Dawson's Creek e Arrow) del romanzo Non so chi sei, ma io sono qui scritto da Becky Albertalli. La commedia drammatico-sentimentale, uscita negli Stati Uniti nel mese di marzo 2018, narra la storia del diciassettenne Simon, alle prese con un bullo che minaccia di rivelare a tutti la sua omosessualità. Il film ottiene buoni consensi tra pubblico e critica, incassando $66 milioni globali e registrato uno straordinario 92% su RottenTomatoes. Il monologo di Jennifer Garner alla fine del film viene descritto come uno dei momenti più emozionanti dall'attore protagonista, Nick Robinson, e lo stesso regista Greg Berlanti ha dichiarato di essersi emozionato durante le riprese della scena.
Il secondo è il suo ruolo da protagonista nel film d'azione Peppermint - L'angelo della vendetta in cui interpreta Riley North, una donna che si trasforma in una spietata giustiziera per vendicare la tragica morte del marito e della figlia. Diretto da Pierre Morel (regista di Taken), il film divide pubblico e critica: mentre il ritorno all'azione di Jennifer Garner viene celebrato dagli spettatori con $51 milioni complessivi e un voto di 74% su RottenTomatoes, il film viene bocciato dai critici. Il regista Pierre Morel, in ogni caso, descrive il lavoro svolto da Jennifer Garner come "eccellente", definendo l'attrice una delle professioniste più "dedite e meravigliose con cui abbia mai lavorato".
Il terzo grande progetto del 2018 è la miniserie Camping, creata da Lena Dunham e Jenni Konner (rispettivamente sceneggiatrice e produttrice del telefilm Girls) per HBO. Camping segna il ritorno in TV di Jennifer Garner dai tempi di Alias, terminato nel 2006. Nel corso degli otto episodi dalla durata di mezz'ora, Jennifer Garner recita al fianco di David Tennant (Doctor Who, Jessica Jones) e Juliette Lewis, con cui ha recitato anche nella commedia romantica Tutte le cose che non sai di lui nel 2006. La miniserie ottiene buoni ascolti con una media di mezzo milione di spettatori a episodio, e registra recensioni miste con un punteggio finale di 50/100 su MetaCritic.
Il 20 agosto 2018 la Camera di Commercio di Hollywood celebra la carriera di Jennifer Garner con una stella sulla Walk of Fame, motivando così la decisione: "Jennifer Garner è un'attrice che riesce a comunicare le diverse sfaccettature della sua personalità tramite la recitazione. Ha interpretato personaggi diversissimi tra loro - è stata un'agente della CIA, una madre premurosa, una ragazzina nel corpo di una trentenne... sa davvero fare di tutto! I suoi fan in giro per il mondo hanno aspettato con ansia questo momento, e siamo orgogliosi di darle il benvenuto alla Walk of Fame di Hollywood." La cerimonia è stata preceduta dai discorsi di tre amici e colleghi di Jennifer Garner, quali Judy Greer (30 anni in 1 secondo), Steve Carell (Una fantastica e incredibile giornata da dimenticare) e Bryan Cranston (Wakefield - Nascosto nell'ombra). A partire dal 2018, Jennifer Garner prende anche parte alla serie animata Llama Llama prodotta da Netflix, in cui presta la voce alla mamma del giovane protagonista.
Recita poi nella commedia Yes Day diretta da Miguel Arteta (anche regista di Una fantastica e incredibile giornata da dimenticare del 2014), e nel film d'animazione Wonder Park prodotto da Paramount e scritto da Josh Appelbaum e André Nemec, che hanno già collaborato con lei in Alias. Garner torna anche a collaborare anche con J.J. Abrams, regista di Alias, prendendo parte a un nuovo progetto televisivo da lui diretto e intitolato My Glory Was I Had Such Friends.

### Produttrice
Nel dicembre del 2006 fonda una casa di produzione cinematografica chiamata Vandalia Films. Il 15 luglio 2009, Jennifer Garner firma un contratto con la ABC riguardante la realizzazione di alcuni progetti con Vandalia, e nel 2011 collabora con la Disney a una nuova sceneggiatura incentrata sul celebre personaggio di Agatha Christie, Miss Marple, che vedrebbe proprio Jennifer Garner come protagonista.

Il primo film prodotto da Vandalia Films è stato Butter, distribuito esclusivamente negli Stati Uniti prima nel 2012, prima su internet e poi nei cinema. Nel 2014 il canale statunitense via cavo Bravo annuncia ufficialmente che Vandalia Films produrrà una nuova serie televisiva, una commedia drammatica e dai risvolti misteriosi, intitolata All The Pretty Faces, scritta da J. Mills Goodloe. Nel 2015 la Fox acquista i diritti di Half Full, sit-com co-prodotta da Vandalia Film e Warner Bros. e scritta dall'attore e sceneggiatore Matthew Nicklaw (anche co-produttore esecutivo della serie insieme con Jennifer Garner e Juliana Janes).

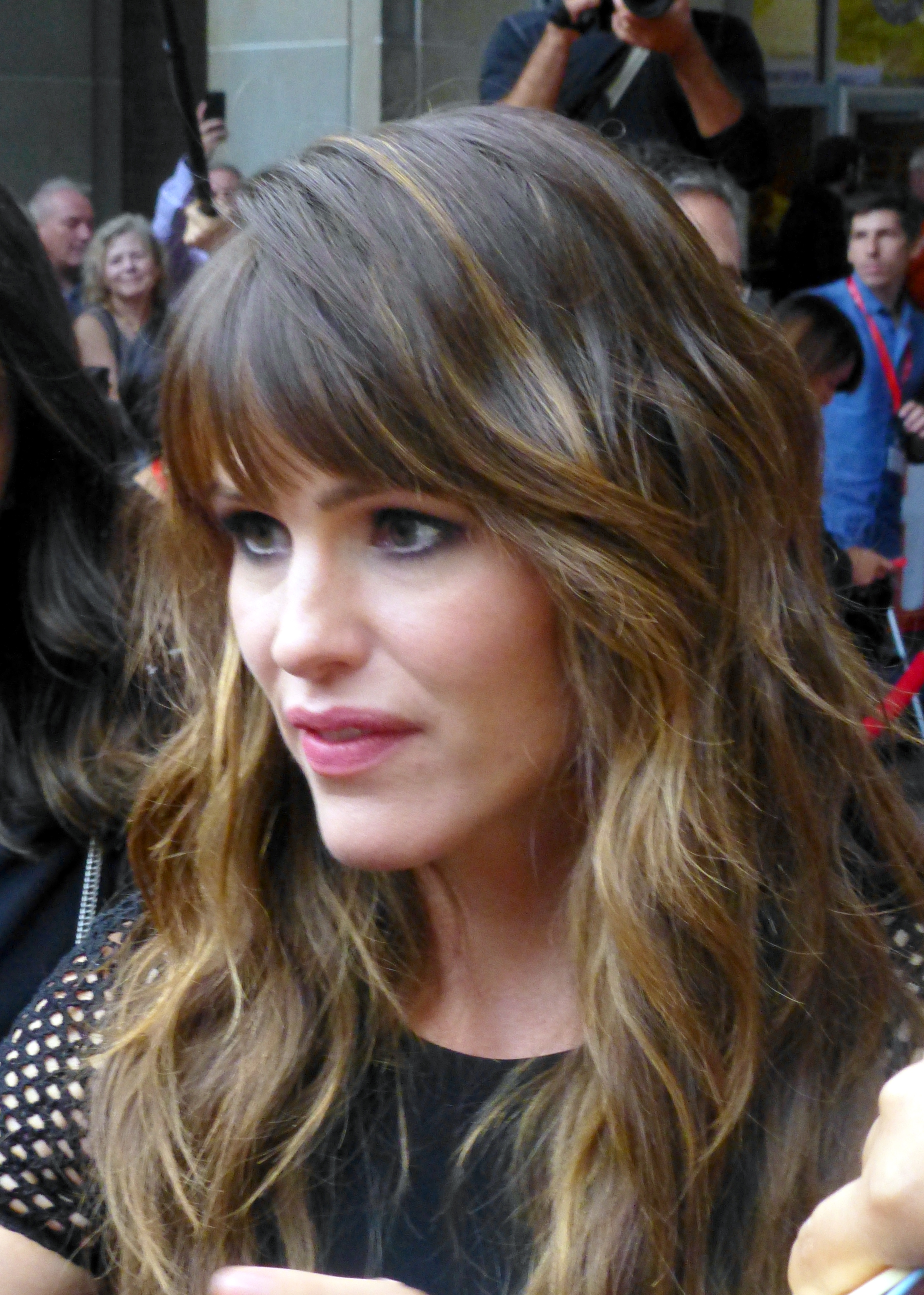
Jennifer Garner al Toronto International Film Festival per la prima di Men, Women & Children (2014).

### Teatro
Dal 1º novembre 2007 al 6 gennaio 2008 Jennifer Garner prende parte a una nuova trasposizione della famosa commedia Cyrano de Bergerac al Richard Rodgers Theatre di Broadway nelle vesti di Roxanne, al fianco di Kevin Kline nei panni di Cyrano; questo rappresenta l'esordio di Jennifer Garner a Broadway. L'ultima replica della pièce teatrale, inizialmente prevista per il 23 dicembre 2007, viene posticipata al 6 gennaio 2008 a causa dello sciopero degli sceneggiatori di Broadway del 2007. Per questo ruolo, Jennifer Garner si aggiudica il premio di Migliore Attrice Protagonista in una Commedia alla 9ª edizione dei Broadway.com Audience Award.

### Guadagni e status
Per il suo primo ruolo da protagonista in un film, 30 anni in 1 secondo, riceve un assegno di $3 milioni mentre ottiene un aumento di $5 milioni per Elektra e una somma simile per la commedia Tutte le cose che non sai di lui. Nel 2005 si piazza alla posizione numero 70 della lista delle 100 celebrità più potenti stilata dall'influente rivista Forbes. Per la quinta stagione di Alias, tra il 2005 e il 2006, Jennifer Garner riesce ad aggiudicarsi un contratto di $2,5 milioni (circa $150.000 per episodio). Nel 2007 ottiene $7 milioni per The Kingdom, mentre per il ruolo in Juno si assicura $8,5 milioni. Secondo dati aggiornati al mese di gennaio 2016, Jennifer Garner possiede un patrimonio netto di $60 milioni.

### Matrimoni e famiglia
Il 19 ottobre 2000 Jennifer Garner si sposa con Scott Foley, che ha incontrato sul set di Felicity nel 1998. Nel 2003 i due si separano, avviando nello stesso anno la pratica di divorzio citando come motivo della rottura differenze inconciliabili, e nel 2004 la pratica di divorzio viene accolta. Dopo essersi separata, Jennifer Garner frequenta Michael Vartan, protagonista insieme a lei di Alias, da agosto 2003 a marzo 2004.
Nel 2004 Jennifer Garner incomincia la relazione con Ben Affleck, con cui ha lavorato sul set di Pearl Harbor prima e su quello di Daredevil poi, e i due fanno la loro prima apparizione pubblica come coppia durante l'apertura della stagione di baseball del 2004. A partire da allora diventa molto popolare sulle riviste di gossip: «Ben mi ha insegnato che leggere quella roba fa male, è come bere veleno», dichiara in un'intervista nel 2009. Il giorno del trentatreesimo compleanno di Jennifer Garner, Ben Affleck le fa la proposta di matrimonio: la dichiarazione avviene con un anello con diamante da 4,5 carati di Harry Winston. Ben Affleck e Jennifer Garner si sposano il 29 giugno 2005, quando lei è già incinta di quattro mesi, con una cerimonia privata ai Caraibi presenziata da parenti e amici tra cui Victor Garber (Jack Bristow in Alias); il ricevimento si svolge al Parrot Cay resort sull'isola di Grand Turk.
La coppia ha tre figli: Violet Anne (nata il 1º dicembre 2005), Fin (nato il 6 gennaio 2009), e Samuel (nato il 27 febbraio 2012). La coppia annuncia il divorzio il 30 giugno 2015, dopo dieci anni di matrimonio, ma per il bene dei figli i due continuano a vivere insieme a Los Angeles fino al 2018.

### Attivismo sociale
Jennifer Garner ha dimostrato, in diverse occasioni, di essere una grande sostenitrice di organizzazioni benefiche non profit, in particolar modo Save the Children USA di cui è prima Artist Ambassador (ambasciatrice) e poi membro del consiglio di amministrazione. Nel 2015 prende parte a un progetto promosso dall'associazione incentrato sullo sviluppo educativo dei bambini meno avvantaggiati in California, Kentucky e Virginia Occidentale, lo stato in cui è cresciuta; dopo aver visto in prima persona gli effetti della povertà sui bambini, Jennifer Garner va al Campidoglio di Washington in rappresentanza di Save the Children per dare la sua testimonianza. Il tutto viene raccontato nel documentario intitolato A Path Appears, girato dal regista Nichola Kristof.

### Lo stalker
Nel novembre del 2008 il tribunale di Los Angeles accoglie la richiesta di Jennifer Garner di avere un'ordinanza restrittiva contro Steven Burky, un uomo ossessionato dall'attrice e dalla sua famiglia e che la seguiva per tutto il paese. Secondo la sentenza del tribunale, l'uomo non può avvicinarsi a meno di 100 passi da Jennifer Garner e la sua famiglia per tre (o forse quattro) anni. Il 14 dicembre 2009 Burky vìola tale ordinanza restrittiva, e per questo motivo viene arrestato e condotto in tribunale il 15 dicembre: il tribunale sentenzia tre anni di carcere per stalking insieme con il versamento di $150.000 per danni morali. Burky, che nel 2008 era stato ricoverato per un breve periodo di tempo in un ospedale psichiatrico, avrebbe affermato: "Dio mi ha mandato una visione, e ho visto che Jennifer era perseguitata da forze oscure che l'avrebbero condotta alla morte".

## Filmografia

### Attrice

#### Cinema
- Harry a pezzi (Deconstructing Harry), regia di Woody Allen (1997)
- Washington Square - L'ereditiera (Washington Square), regia di Agnieszka Holland (1997)
- Mr. Magoo, regia di Stanley Tong (1997)
- In Harm's Way, regia di Peter Sobich Jr. (1997) - cortometraggio
- 1999, regia di Nick Davis (1998)
- Fatti, strafatti e strafighe (Dude, Where's My Car?), regia di Danny Leiner (2001)
- Pearl Harbor, regia di Michael Bay (2001)
- Rennie's Landing, regia di Marc Fusco (2001)
- Prova a prendermi (Catch Me If You Can), regia di Steven Spielberg (2002)
- Daredevil, regia di Mark Steven Johnson (2003) - Elektra
- 30 anni in 1 secondo (13 Going on 30), regia di Gary Winick (2004)
- Elektra, regia di Rob S. Bowman (2005) - Elektra
- Tutte le cose che non sai di lui (Catch and Release), regia di Susannah Grant (2006)
- The Kingdom, regia di Peter Berg (2007)
- Juno, regia di Jason Reitman (2007)
- La rivolta delle ex (Ghosts of Girlfriends Past), regia di Mark Waters (2009)
- Il primo dei bugiardi (The Invention of Lying), regia di Ricky Gervais e Matthew Robinson (2009)
- Appuntamento con l'amore (Valentine's Day), regia di Garry Marshall (2010)
- Arturo (Arthur), regia di Jason Winer (2011)
- Butter, regia di Jim Field Smith (2011)
- L'incredibile vita di Timothy Green (The Odd Life of Timothy Green), regia di Peter Hedges (2012)
- Dallas Buyers Club, regia di Jean-Marc Vallée (2013)
- Men, Women & Children, regia di Jason Reitman (2014)
- Una fantastica e incredibile giornata da dimenticare (Alexander and the Terrible, Horrible, No Good, Very Bad Day), regia di Miguel Arteta (2014)
- Draft Day, regia di Ivan Reitman (2014)
- Danny Collins - La canzone della vita (Danny Collins), regia di Dan Fogelman (2015)
- Miracoli dal cielo (Miracles from Heaven), regia di Patricia Riggen (2016)
- Una vita da gatto (Nine Lives), regia di Barry Sonnenfeld (2016)
- Mother's Day, regia di Garry Marshall (2016)
- Wakefield - Nascosto nell'ombra (Wakefield), regia di Robin Swicord (2016)
- A Happening of Monumental Proportions, regia di Judy Greer (2017)
- I giorni di Palo Verde (The Tribes of Palos Verdes), regia di Emmett e Brendan Malloy (2017)
- Tuo, Simon (Love, Simon), regia di Greg Berlanti (2018)
- Peppermint - L'angelo della vendetta (Peppermint), regia di Pierre Morel (2018)
- Yes Day, regia di Miguel Arteta (2021)
- The Adam Project, regia di Shawn Levy (2022)
- Family Switch, regia di McG (2023)
- Deadpool & Wolverine, regia di Shawn Levy (2024)

#### Televisione
- Zoya, regia di Richard A. Colla - film TV (1995)
- Harvest of Fire, regia di Arthur Allan Seidelman - film TV (1996)
- Dead Man's Walk, regia di Yves Simoneau - film TV (1996)
- Swift - Il giustiziere (Swift Justice) - serie TV, episodio 1x07 (1996)
- Law & Order - I due volti della giustizia (Law & Order) - serie TV, episodio 6x23 (1996)
- Spin City - serie TV, episodio 1x10 (1996)
- The Player, regia di Mark Piznarski - episodio pilota scartato (1997)
- La piccola Rose (Rose Hill), regia di Christopher Cain - film TV (1997)
- Significant Others - serie TV, 6 episodi (1998)
- Felicity - serie TV, episodi 1x09-1x16-4x19 (1998-2002)
- Fantasilandia (Fantasy Island) - serie TV, episodio 1x07 (1998)
- Aftershock - Terremoto a New York (Aftershock: Earthquake in New York), regia di Mikael Salomon - film TV (1999)
- Jarod il camaleonte (The Pretender) - serie TV, episodio 3x13 (1999)
- Cenerentola a New York (Time of Your Life) - serie TV, 19 episodi (1999-2000)
- Alias - serie TV, 105 episodi (2001-2006) - Sydney Bristow
- Camping - serie TV, 8 episodi (2018)
- Upload - serie TV, episodio 2x07 (2022) - solo voce
- Party Down - serie TV, 6 episodi (2022)
- L'ultima cosa che mi ha detto (The Last Thing He Told Me) - miniserie TV (2023)

### Produttrice
- Alias - serie TV, 17 episodi (2005-2006)
- Butter, regia di Jim Field Smith (2011)

### Doppiatrice
- I Simpson (The Simpsons) - serie TV, episodio 15x01 (2003)
- Il piccolo lama (Llama Llama) - serie TV (2018-2019)
- Wonder Park, regia di Dylan Brown (2019)

## Commedie teatrali
- Il mercante di Venezia (1994)
- Sogno di una notte di mezza estate (1994)
- Un mese in campagna (1995)
- Cyrano de Bergerac (2007) - Roxanne

## Presentatrice
- Cerimonia degli Academy Awards 2006
- MTV Video Music Awards 2007
- Cerimonia degli Academy Awards 2008
- Cerimonia degli Academy Awards 2013
- Cerimonia degli Academy Awards 2014
- Cerimonia degli Academy Awards 2016

## Doppiatrici italiane
Nelle versioni in italiano delle opere in cui ha recitato, Jennifer Garner è stata doppiata da:
- Laura Lenghi in Alias, La rivolta delle ex, Appuntamento con l'amore, Arturo, L'incredibile vita di Timothy Green, Una fantastica e incredibile giornata da dimenticare, Danny Collins - La canzone della vita, Miracoli dal cielo, Tuo, Simon, Yes Day, Camping, The Adam Project, Family Switch
- Eleonora De Angelis in Tutte le cose che non sai di lui, Una vita da gatto, Peppermint - L'angelo della vendetta, L'ultima cosa che mi ha detto
- Paola Valentini in Law & Order - I due volti della giustizia, Dead Man's Walk, Fatti, strafatti e strafighe
- Stella Musy in La piccola Rose, The Kingdom, Dallas Buyers Club
- Francesca Guadagno in Daredevil, Elektra, Deadpool & Wolverine
- Cristina Giachero in Mr. Magoo
- Tiziana Avarista in Pearl Harbor
- Giuppy Izzo in Prova a prendermi
- Myriam Catania in 30 anni in un secondo
- Franca D'Amato in Juno
- Rossella Acerbo in Il primo dei bugiardi
- Daniela Abbruzzese in Butter
- Ilaria Stagni in Men, Women & Children
- Roberta Pellini in Draft Day
- Loretta Di Pisa in Wakefield - Nascosto nell'ombra
- Barbara De Bortoli in Felicity
- Georgia Lepore in Jarod il camaleonte
- Michela Alborghetti in Cenerentola a New York
- Emanuela D'Amico in Party Down

Da doppiatrice è sostituita da:
- Eleonora De Angelis in Wonder Park